# Алкета I Епірський
Алкета І (грец. Ἀλκέτας, 390/385 — 370 рр. до н. е.) — цар Епіру, син Тарріпаса.

## Біографія
З невідомих причин Алкета І вимушений був покинути Епір та знайшов прихисток у Сіракузах в тирана Діонісія I, який і відновив його на престолі.
Після повернення Алкета ввійшов у спілку з афінянами та з Ясоном Ферським, тираном Фессалії. У 373 р. до н. е. він разом з Ясоном прибув до Афін для захисту афінського стратега Тимофія, котрий завдяки цьому був виправданий.
Після смерті Алкети царство розділили два його сина — Неоптолем І та Арібба.